# Herrschaft Hohenburg-Bissingen

Das Fürstentum Oettingen-Wallerstein im Jahr 1805

Die Herrschaft Hohenburg-Bissingen war eine Herrschaft im Heiligen Römischen Reich, die mit der Mediatisierung im Jahr 1806 unter die Landeshoheit von Bayern kam.

## Geschichte
Im Jahr 1281 kam die Herrschaft Fronhofen-Hohenburg an die Grafen von Oettingen-Wallerstein. Diese verpfändeten die Herrschaft 1327 für kurze Zeit an die Herren von Zipplingen. Vor 1339 kam sie wieder an Oettingen-Wallerstein und wurde 1455 an die Schenken von Schenkenstein verkauft. Diese verlegten den Sitz der Herrschaft von der Hohenburg nach Bissingen. Seitdem wird die Bezeichnung „Herrschaft Hohenburg-Bissingen“ gebraucht.
Über Johann Waldemar, Herr von Lobkowitz und Hasenstein, kam die Herrschaft 1557 an den Landsknechtführer Sebastian Schertlin von Burtenbach. Der neue Besitzer führte die Reformation ein. Unter Freiherr Konrad von Bemmelberg dem Jüngeren, der sie nach dem Tod seines Vaters Konrad von Bemelberg d. Ä. 1568 erwarb, wurde die Gegenreformation durchgeführt. Die Bemmelberg verkauften 1651 die Herrschaft an den Grafen Karl Fuchs von Fuchsberg, der jedoch die Kaufsumme nicht aufbringen konnte. So fiel die Herrschaft 1660 an die Bemmelberg zurück, die sie 1661 an die Grafen von Oettingen-Wallerstein verkauften, in deren Besitz sie bis zum Ende des Alten Reiches blieb.
Köbler schreibt: „1801 gehörte die Herrschaft Bissingen im Ries durch das Fürstentum Oettingen-Wallerstein zum schwäbischen Reichskreis, mit der Herrschaft Hohenburg zum Kanton Kocher des schwäbischen Ritterkreises.“

## Orte der Herrschaft Hohenburg-Bissingen
- Bissingen
- Buggenhofen
- Burgmagerbein
- Fronhofen
- Gaishardt
- Göllingen
- Hochstein
- Oberringingen
- Stillnau
- Thalheim